# براد مايو
براد مايو (بالإنجليزية: Brad Mayo)‏ هو سياسي أمريكي، ولد في 5 يونيو 1980 في كانساس سيتي في الولايات المتحدة. حزبياً، نشط في الحزب الجمهوري. وقد انتخب عضو مجلس نواب مسيسيبي.